# Argyrodes insectus
Espèce
Argyrodes insectus est une espèce d'araignées aranéomorphes de la famille des Theridiidae.

## Distribution
Cette espèce est endémique des îles du Cap-Vert.

## Publications originales
- Schmidt, 2005 : Neupublikation einiger von mir in "Arachnol. Mag." und "Tarantulas of the World" zwischen 2000 und 2005 veröffentlichten Arbeiten. Tarantulas of the World, vol. 110 (Sond.), p. 3-49.
- Schmidt, 2001 : Argyrodes insectus sp. n. (Araneae: Theridiidae), eine Spezies von Cabo Verde. Arachnologisches Magazin, vol. 9, no 5, p. 1-3.